# Laár András
Laár András (Budapest, 1955. augusztus 9. –) Karinthy-gyűrűs magyar humorista, költő, énekes, zeneszerző, színész, dalszövegíró, buddhista pap, a L’art pour l’art Társulat alapító, valamint a KFT együttes alapító eredeti tagja volt 1981 és 2025 között. 

## Élete
Édesapja Laár Tibor kolozsvári születésű vegyészmérnök, kohómérnök, édesanyja pedig hat nyelven levelező külkereskedelmi levelező volt.
Tízéves korától három évig hegedülni tanult. 1971-től két évig már gitárórákra járt egy magántanárhoz. Ezután autodidaktaként fejlesztette zenei ismereteit. 
1981-ben Bornai Tiborral és Márton Andrással megalapította a KFT együttest, amely azóta is működik. Első nagyobb sikerüket a Táncdalfesztiválon aratták Bábu vagy című dalukkal, amelyet az tett különlegessé, hogy előadása közben a zenekar tagjai különös fehér maszkot viseltek és mozgásukkal a marionettbábukat utánozták.
1986-ban volt első önálló fellépése Budapesten a Török Pál utcai Pinceszínházban, amely nagyrészt Laár abszurd verseire épült, és amelyhez később Dolák-Saly Róbert is csatlakozott, s még ugyanezen évben megalakult a L’art pour l’art Társulat, akkor még Laár pour Laár Társulat néven (szójátékként Laár András nevére). 1987-ben tértek át a mai írásmódra. Az ezt követő években színházi estjeik sikeresek voltak. 
A társulat televíziós produkcióinak egyik legismertebb karaktere Besenyő István figurája, aki ízig-vérig magyar, mindenen kötekedő és mindenben értelmet kereső ember. Legismertebb kifejezése, melyet gyakorta használ: Nooormális?! Egyéb gyakori alakításai: Tompika, a Költő, Edebede bácsi.
1990-ben a KFT hosszabb időre szünetet tartott, de nem oszlott fel. 1991-ben, 1996-ban és 1997-ben adtak egy-egy koncertet. (Az 1996-os koncert felvétele megjelent CD-n és videókazettán is Bál az Interneten címmel.) 1999-es újraegyesülésük óta három nagylemezt jelentettek meg. 
1990-ben elvégezte a Kőrösi Csoma Buddhológiai Intézet buddhistapap-képző szemináriumát, majd 1993-ig buddhista filozófiát tanított A Tan Kapuja Buddhista Főiskolán.
2012 és 2013 évben többször fellép a Comedy Central Magyarország csatorna a "Comedy Central bemutatja: Stand Up Comedy" című műsorában is. A L'art pour l'art Társulat tagjaként sikeres fellépéseket ad. 2011-ben második önálló estjét adta elő, Már megin' igazam van! címmel. A KFT együttessel rendszeresen koncertezik. 
2005 óta a budapesti Tündér Tantra Kört vezeti. 2008-ban elvált, 2009 és 2011 között Gödöllőn, majd 2011 óta ismét Budapesten él, 2010-ben újra megnősült. Négy gyermeke van: Dávid (1977), Bence (1989), Ambrus (1999) és Buda Illés (2011).
2016-ban három zenésztársával – Galántai Zsolttal, Barabás Bélával és Laár Dáviddal –, megalapította a Laár András Grotex Bandet. Ez egy új, igazán egyedi, izgalmas zenei produkció, melyben megjelenik a felszabadító erejű abszurd humortól a 70-es éveket idéző kicsit beates, kicsit rock and rollos világig minden zenei stílus. A koncerteken felcsendülnek Laár András önálló szerzeményei, szólóalbumai és KFT-s lemezei legnagyobb slágerei, valamint számos kiadatlan régi és új dala.
2022-ben távozott a L’art pour l’art Társulattól, mert szólókarrierjére kívánt koncentrálni.
2025 májusában kilépett a KFT zenekarból.

## Zenekarai
- Küllőrojt (1975–1979)
- Panta Rhei (1979–1980)
- KFT (1981-2025)
- Kamara Rock Trió (1984–1986)
- HFT (1993)
- Tűzforrás (1996–2004)
- Javasok és garaboncok (1997–2002)
- Tűzbálna (2004–2005)
- Tantra magyar (2005)
- L.A.B. (Laár András Band) (2007)

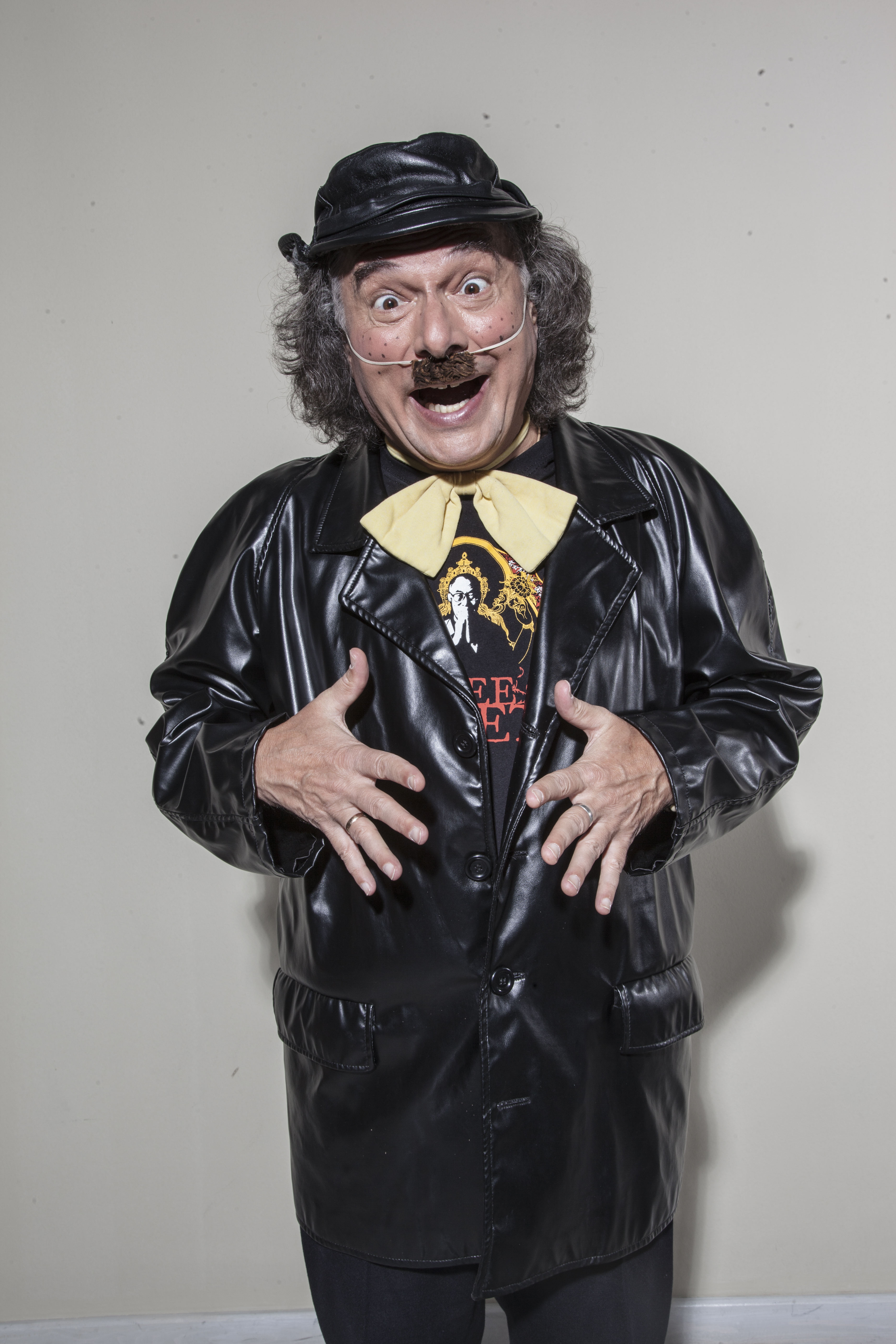
Az általa megformált Besenyő Pista bácsi

- Sat-Chit-Ananada Bhajan Band (2008 óta)
- Laár András Grotex Band (2016 óta)

## Lemezei

### Szólólemezek
- Tündérzene (1997)
- Besenyő és a Költő (2007)
- A Csőevő Duhajka meséi (a meseregény hangoskönyv-változata bónusz mesével) (2008)
- Tündértantra (spirituális, gyógyító és stresszoldó dalok) (2009 december)
- Tündértantra 2 (2012 december)

### Javasok és garaboncok
- Javas zene I. (1997)
- Javas zene II. (1998)
- Javas zene III. (1999)
- Bolygómantrák (2002)
- Javas zene válogatás (2006)

### KFT
- Macska az úton (1982)
- Üzenet a liftből/A fodrász (1983)
- Bál az Operában (1984)
- Siker, pénz, nők, csillogás (1986)
- Ég és Föld (1987)
- Édes élet (1988)
- A nagy alakítás (1990)
- Bál az Interneten (koncert – CD és videókazetta) (1997)
- Higiénikus ember (2003)
- Nem csupa angyal (2006)
- 25 "best of KFT" (2006)
- A bábu visszavág (2008. december 4.)

### L'art pour l'art Társulat
- Vastyúk is talál szeget (1995)
- Lila liba (1996)
- Winnetou (1997)
- A három testőr és a jeti (1999)

## Filmek, amelyekben szerepelt
- Moziklip (Tímár Péter filmje) (1987)
- Jön a medve! (L'art pour l'art-film) (1992)

## Díjai
- A Magyar Köztársasági Érdemrend lovagkeresztje (2006)
- Zugló díszpolgára (2015)[7]
- Karinthy-gyűrű (2021)[8]

## Könyvei
- Laár pour l'art (Laár András művészeti gyümölcsöskertjének éretlen, érett, ütődött, zaftos és tápláló termései!) (2004, bővített kiadás: 2008)
- A Csőevő Duhajka meséi (szürreális meseregény, 2005)
- Nem múlok el soha (A betűszedő nagyapa, Laár Aurél, a mérnök apa, Laár Tibor és a rockzenész-művész fiú, Laár András művei – e különös családi Laár-trilógia darabjai, 2009)
- 108 finomenális vegetáriánus recept á la Laár (Laár Györgyivel közösen írt kiadvány, 2010)
- Laárma a köbön. Abszurdok versben, prózában, rajzban; Kossuth, Bp., 2011
- Kiderülés. A derűs élet titka; Kossuth, Bp., 2012 (Kristályhíd)
- Laárma a köbön. Abszurdok versben, prózában, rajzban; Kossuth, Bp., 2016
- Laáramlás; Helikon Kiadó, Bp., 2022